# The Pretenders
The Pretenders é uma banda de rock anglo-americana formada em Hereford, Inglaterra, em 1978. A banda original era formada pela vocalista e guitarrista Chrissie Hynde, o guitarrista James Honeyman-Scott, o baixista Pete Farndon, e Martin Chambers.

## Biografia
O grupo formou-se na Inglaterra no final da década de 1970, pela vocalista Chrissie Hynde, uma norte-americana de Ohio, que já havia participado dos grupos: Jack Rabbit, nos Estados Unidos e Gallie, na França. Em 1978 Hynde fundou o The Pretenders, com os integrantes eram Pete Farndon (baixo), James Honeyman-Scott (vocais, teclados, guitarra) e Martin Chambers (bateria).
Juntos lançaram os compactos "Stop Your Sobbing" e "Kid", e fizeram a primeira turnê pela Inglaterra, recebendo atenção da imprensa. O compacto "Brass in Pocket" alcançou a 14ª posição na parada britânica em 1979. O álbum de estreia, Pretenders, foi lançado no início de 1980 e alcançou o primeiro lugar no Reino Unido.
Participaram do concerto beneficente para os refugiados do Camboja (possuem três faixas no álbum Concerts for People of Kampuchea) e partiram para turnês na Europa e Estados Unidos, sendo muito bem recebidos por crítica e público. A revista Rolling Stone premiou os Pretenders como a grande revelação de 1980. Em 1981 a banda lançou seu segundo álbum, Pretenders II. Em junho de 1982, Pete Farndon foi expulso da banda devido ao uso excessivo de drogas. Apenas dois dias depois, em 16 de junho, James Honeyman-Scott foi encontrado morto por overdose de heroína e cocaína. Um ano depois, Farndon morreu ao se afogar em uma banheira após uma overdose de heroína; mas Hynde anunciou que a banda não acabaria.
Hynde reagrupou os Pretenders em 1983, acrescentando o ex-guitarrista do Manfred Mann's Earth Band, Robbie McIntosh e o baixista Malcolm Foster; eles lançaram o álbum "2000 Miles" no mesmo ano. No inicio de 1984, foi lançado o álbum "Learning to Crawl", que teve críticas positivas e sucesso comercial. Em julho de 1985, a banda tocou no concerto beneficente Live Aid.
Em 1986, foi lançado o álbum "Get Close", que trouxe o single de sucesso "Don't Get Me Wrong", que chegou ao 10º lugar na Billboard Hot 100 nos Estados Unidos. Em 1987, a faixa "Where has Everybody Gone" foi usada como música tema do personagem Necros, assassino russo que enfrenta James Bond no filme The Living Daylights.
Em 1990, foi lançado o álbum "Packed!", que não obteve sucesso nas paradas como seus anteriores. O single principal "Never Do That" fez sucesso no Canadá, chegando ao 26º lugar, mas não se saiu tão bem em outros lugares. Hynde ficou reclusa nos anos seguintes.
Em 1993, o Pretenders perdeu vários integrantes da banda, os quais foram contratados por Paul McCartney em sua mega turnê "Off The Ground", apresentando-se na América Latina. No mesmo ano, Hynde se juntou ao ex-guitarrista do Katydids, Adam Seymour, para formar uma nova versão do Pretenders. A equipe de Hynde e Seymour contratou vários músicos para gravar o álbum Last of the Independents naquele ano, incluindo o ex-baixista do The Smiths, Andy Rourke, o ex- baixista do Primitives Andy Hobson e o ex-Pretender e baterista James Hood. Mas ao final das gravações do álbum (e dos ensaios para a turnê subsequente), a formação oficial da banda era Hynde, Seymour, Hobson e o baterista Martin Chambers, que retornou a banda. "Last of the Independents" foi lançado em 10 de maio de 1994, e recebeu certificação de ouro nos Estados Unidos, Reino Unido e França. O single principal foi a balada "I'll Stand by You"; esta faixa virou um dos maiores sucessos da banda, sendo top 10 no Reino Unido, e atingindo o 16º lugar na Billboard Hot 100 nos Estados Unidos. A música chegou ao top 30 em diversos países.
No outono de 1995, o álbum ao vivo "Isle of View" foi lançado. A banda só retornou com material inédito em 1999, com "Viva el Amor".
Em 2002 a banda rompeu com a gravadora WEA e assinou com a Artemis Records. Em novembro do mesmo ano, foi lançado o álbum "Loose Screw" que trazia referências de reggae. A banda saiu em turnê em janeiro de 2003, para promover o álbum. Em março de 2006, a banda lançou seu primeiro box set, "Pirate Radio". O box de quatro discos incluía um DVD com apresentações raras. Dois anos depois, os Pretenders lançaram "Break Up the Concrete", que estreou em 32º lugar na parada da Billboard e no 35º no Reino Unido. Após o lançamento, eles passaram os anos seguintes em turnê, sem lançar material inédito, e em 2012 entraram em hiato.
Em 21 de outubro de 2016, a banda retornou com o lançamento do álbum "Alone", o décimo álbum da banda, que foi produzido por Dan Auerbach, guitarrista do The Black Keys. Em 2019, aconteceu o lançamento tardio do "The Pretenders with Friends", um pacote de CD, DVD e Blu-ray que documentava o som e as imagens de um show de 2006, no qual Hynde e seus companheiros de banda se juntaram no palco com nomes como Iggy Pop , Shirley Manson do Garbage e membros do Incubus e Kings of Leon.
Durante a pandemia de COVID-19, a banda lança seu décimo primeiro álbum de estúdio "Hate For Sale". O álbum foi lançado em 17 de julho de 2020, produzido por Stephen Street. Uma turnê norte-americana de cinco meses com a banda Journey foi programada para começar em 15 de maio de 2020. Devido à pandemia de COVID-19, a turnê foi adiada.

## Discografia
- Pretenders (1980)
- Pretenders II (1981)
- Learning to Crawl (1984)
- Get Close(1986)
- Packed! (1990)
- Last of the Independents (1994)
- ¡Viva El Amor! (1999)
- Loose Screw (2002)
- Break Up the Concrete (2008)
- Alone (2016)
- Hate for Sale (2020)
- Relentless (2023)